# María Jesús Figa
María Jesús Figa López-Palop (Barcelona, 26 de abril de 1951) es una antigua diplomática española. Ha sido embajadora de España en: República Dominicana, Santa Sede, Finlandia y Vietnam.

## Biografía
Perteneciente a la alta burguesía catalana, se licenció en Derecho, ingresó en 1978 en la carrera diplomática. Estuvo destinada en las representaciones diplomáticas españolas en Costa de Marfil, México y Lisboa. Fue jefa del Gabinete Técnico en la Subsecretaría de Asuntos Exteriores, y vocal asesora en la Dirección General de Política Exterior para Europa y América del Norte y en el Departamento Internacional y Seguridad del Gabinete del presidente del Gobierno. 

### Embajadora
En 2002 fue nombrada embajadora de España en la República Dominicana y, posteriormente, embajadora en misión especial para las Cumbres Iberoamericanas y Asuntos Multilaterales de Iberoamérica. En diciembre de 2005 fue nombrada directora general de Relaciones Económicas Internacionales y, de octubre de 2007 a abril de 2011, subsecretaria de Asuntos Exteriores y de Cooperación.
Desde el 15 de abril de 2011 hasta el 15 de mayo de 2012 fue embajadora de España ante la Santa Sede, la primera mujer que representaba a España ante este Estado.
El 13 de mayo de mayo de 2012, pasó a ocupar el puesto de representación en la embajada de Helsinki, en sustitución urgente de su predecesor Marcos Vega Gómez, fulminantemente destituido por un presunto delito de falsificación de documentos, malversación y prevaricación en la embajada finlandesa. Por esta causa, la Fiscalía de la Audiencia Nacional en el año 2015 solicitó diez años de prisión. Previamente, en el año 2011, Marcos Vega había denunciado la existencia de una caja b en dicha embajada.
Posteriormente fue embajadora de España en Vietnam (10 de marzo de 2017-4 de agosto de 2020).

## Condecoraciones
El 13 de noviembre de 2009, la presidenta de Argentina, Cristina Fernández de Kirchner, otorgó por decreto a Figa, entre otros españoles, la gran cruz de la Orden del Libertador San Martín.
En octubre de 2020, el Club de Exportadores e Inversores le concedió el premio a la internacionalización.